# Grupo Helsinque de Moscou
O Grupo Helsinque de Moscou (português brasileiro) ou Grupo Helsínquia-Moscovo (português europeu) (em russo: Московская Хельсинкская группа; em inglês: Moscow Helsinki Group) foi uma das principais organizações de direitos humanos da Rússia. O grupo foi criado originalmente em 1976 para monitorar a conformidade soviética com os Acordos de Helsinque e relatar ao Ocidente sobre os abusos soviéticos dos direitos humanos. Foi forçado a deixar de existir no início dos anos 1980, mas foi revivido em 1989 e continuou a operar na Rússia.
Na década de 1970, o Grupo Helsinque de Moscou inspirou a formação de grupos semelhantes em outros países do Pacto de Varsóvia e grupos de apoio no Ocidente. Dentro da União Soviética, Grupos de Vigilância Helsinque foram fundados na Ucrânia, Lituânia, Geórgia e Armênia, bem como nos Estados Unidos (Helsinki Watch, e mais tarde Human Rights Watch). Iniciativas semelhantes surgiram em países como a Tchecoslováquia com a Carta 77. Eventualmente, os grupos de monitoramento de Helsinque inspirados pelo Grupo Helsinque de Moscou formaram a Federação Internacional de Helsinque.
No final de dezembro de 2022, o Ministério da Justiça da Rússia entrou com uma ordem judicial para dissolver a organização. Em 25 de janeiro de 2023, durante a invasão da Ucrânia pela Rússia, o Tribunal da Cidade de Moscou decidiu que o Grupo Helsinque de Moscou deve ser dissolvido, citando as atividades do grupo fora da região de Moscou. Era o mais antigo grupo de direitos humanos da Rússia.

## Fundação e objetivos
Em 1 de agosto de 1975, a União Soviética (URSS) tornou-se uma das 35 nações a assinar os Acordos de Helsinque durante a Conferência sobre Segurança e Cooperação na Europa em Helsinque, Finlândia. Embora a União Soviética tenha assinado os Acordos principalmente devido a considerações de política externa, acabou aceitando um texto contendo disposições de direitos humanos sem precedentes. A chamada "Terceira Cesta" dos Acordos obrigava os signatários a "respeitar os direitos humanos e as liberdades fundamentais, incluindo a liberdade de pensamento, consciência, religião ou crença". Os signatários também confirmaram "o direito do indivíduo de conhecer e exercer seus direitos e deveres neste campo."
O "Grupo Público para Promover o Cumprimento dos Acordos de Helsinque na URSS" foi ideia do físico Yuri Orlov, baseado na experiência anterior de dissidência de uma década e meia. Aproveitando a publicidade internacional dos Acordos de Helsinque e os contatos com jornalistas ocidentais, Orlov anunciou em 12 de maio de 1976 a formação do Grupo Helsinque de Moscou em uma coletiva de imprensa realizada no apartamento de Andrei Sakharov.
O recém-inaugurado Grupo Helsinque de Moscou deveria monitorar o cumprimento soviético das provisões de direitos humanos da Ata Final de Helsinque. Em sua declaração sobre a fundação, o Grupo anunciou sua meta de informar os chefes dos Estados signatários, bem como o público mundial, "sobre casos de violações diretas" dos Acordos de Helsinque. Ele anunciou que aceitaria informações sobre violações desses artigos dos cidadãos e compilaria documentos sobre elas.
Além de Yuri Orlov, os membros fundadores do Grupo foram Natan Sharansky, Lyudmila Alexeyeva, Alexander Korchak, Malva Landa, Vitaly Rubin, Yelena Bonner, Alexander Ginzburg, Anatoly Marchenko, Petro Grigorenko e Mikhail Bernshtam. Dez outras pessoas, incluindo Sofia Kalistratova, Naum Meiman, Yuri Mnyukh, Viktor Nekipelov, Tatiana Osipova, Felix Serebrov, Vladimir Slepak, Leonard Ternovsky e Yuri Yarym-Agaev juntaram-se ao Grupo mais tarde.
A composição do Grupo Helsinque de Moscou foi uma tentativa deliberada de reunir um conjunto diversificado de líderes dissidentes e funcionou como uma ponte entre os ativistas de direitos humanos, aqueles focados nos direitos dos recusados e das minorias nacionais ou em questões religiosas e econômicas, bem como entre trabalhadores e intelectuais.

## Atividades

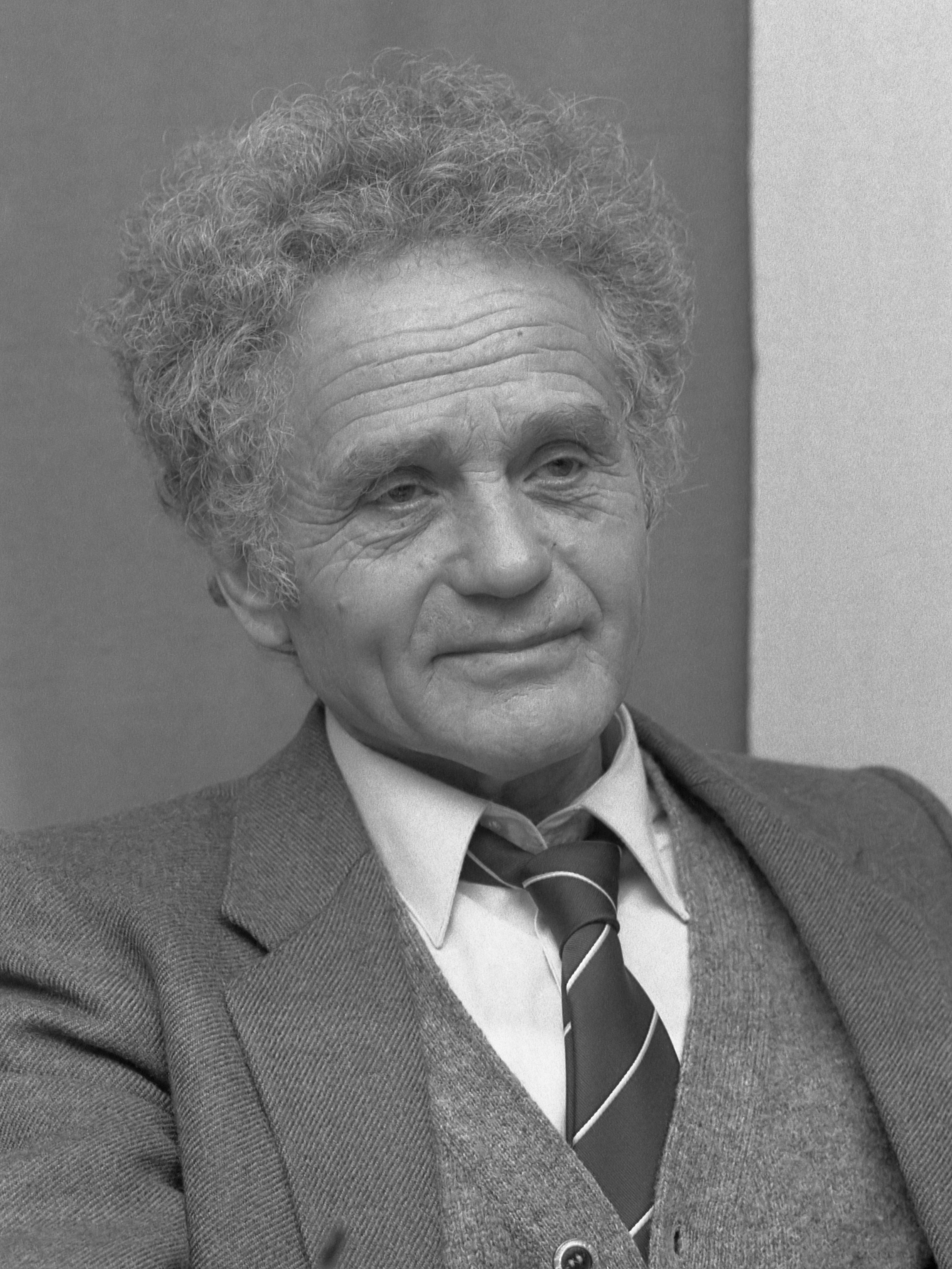
Yuri Orlov, um dos fundadores do Grupo Helsinque de Moscou, em 1986

Estações de rádio ocidentais, como Voice of America e Radio Liberty, ajudaram a divulgar notícias sobre a criação do Grupo Helsinque de Moscou, levando a uma conscientização relativamente ampla em toda a União Soviética. Cidadãos soviéticos que souberam da existência do grupo encaminharam reclamações por escrito aos membros ou, em muitos casos, encontraram um membro do grupo pessoalmente para relatar um caso de abuso em primeira mão quando ocorrido em Moscou. Os membros do grupo de Helsinque também viajaram por toda a União Soviética para conduzir pesquisas sobre o cumprimento da Lei Final de Helsinque. Após verificação da denúncia, quando possível, o Grupo emitia relatórios sobre as violações observadas. Os relatórios geralmente incluíam um levantamento de um caso específico, seguido de uma discussão sobre as violações de direitos humanos relevantes para Helsinque e outros acordos internacionais, bem como a constituição e a lei soviética. Os documentos eram encerrados com um apelo à ação dos Estados signatários.
O Grupo Helsinki faria então uma campanha internacional, repassando os relatórios sobre as violações para publicação no exterior, pedindo a intervenção dos outros estados signatários. A estratégia do Grupo era fazer trinta e cinco cópias de cada documento e enviá-las por correio registrado às trinta e quatro embaixadas de Moscou afiliadas à Comissão de Segurança e Cooperação na Europa (CSCE) e diretamente a Leonid Brejnev. Os membros do Grupo Helsinque de Moscou também se reuniram com correspondentes estrangeiros para alcançar audiências fora da União Soviética. Jornalistas ocidentais, em particular aqueles destacados para escritórios de Moscou ou trabalhando para a Voice of America ou Radio Liberty, também disseminaram a informação e foram essenciais para o desenvolvimento de uma rede mais ampla em Helsinque. A CSCE traduziu todos os documentos que recebeu e encaminhou-as a outros estados da CSCE e grupos interessados. As reclamações do Grupo também seriam encaminhadas para revisão nas reuniões internacionais de acompanhamento a Helsinque, incluindo a reunião de 1977 em Belgrado e a reunião de 1980 em Madri.

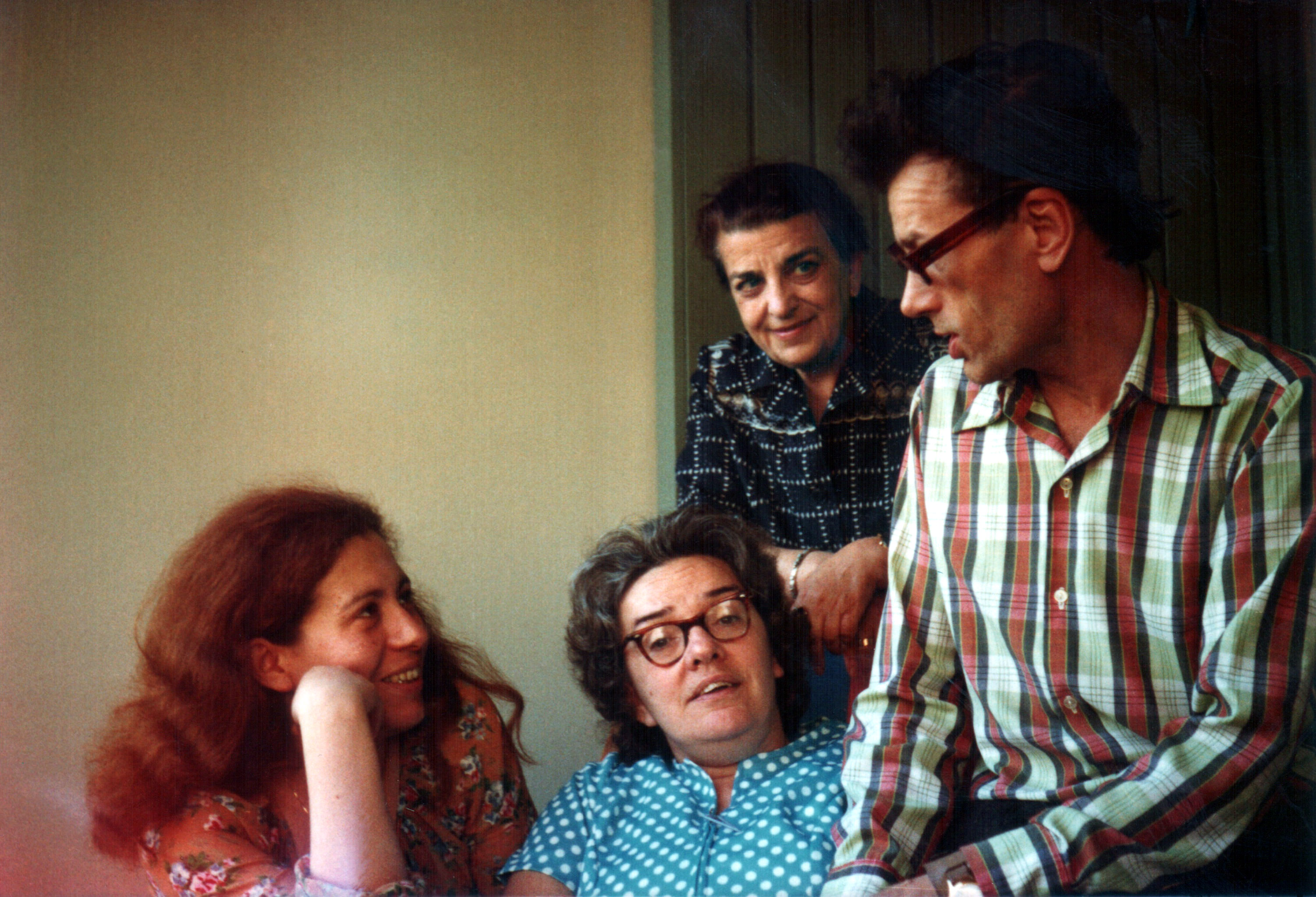
Alguns membros do Grupo: Yuliya Vishnevskya, Lyudmila Alexeyeva, Dina Kaminskaya e Kronid Lyubarsky em Munique, em 1978

Além disso, os documentos e recursos foram distribuídos via samizdat. Muitos documentos que chegaram ao Ocidente foram republicados em periódicos como o Cahiers du Samizdat e o Samizdat Bulletin. Ao longo do tempo, os documentos do Grupo concentraram-se em uma ampla gama de questões, incluindo a autodeterminação nacional, o direito de escolher a própria residência, a emigração e o direito de retorno, a liberdade de crença, o direito de monitorar os direitos humanos, o direito a um justo julgamento, os direitos dos presos políticos e o abuso da psiquiatria. Nos seis anos de sua existência na União Soviética, o Grupo Helsinque de Moscou compilou um total de 195 relatórios desse tipo. Entre 12 de maio de 1976 e 6 de setembro de 1982, quando os três últimos membros que não foram presos anunciaram que o Grupo interromperia seus trabalhos, o Grupo também compilou inúmeros apelos aos estados signatários, sindicatos nos Estados Unidos, Canadá, Europa e do público mundial.

## Comissão de Trabalho em Psiquiatria para Fins Políticos
Em janeiro de 1977, Alexander Podrabinek junto com Feliks Serebrov, um trabalhador autodidata de 47 anos, Vyacheslav Bakhmin, um programador de computador de 30 anos, e Irina Kuplun estabeleceram a Comissão de Trabalho para Investigar o Uso da Psiquiatria para Fins Políticos. A Comissão foi formalmente vinculada e constituída como uma ramificação do Grupo Helsinque de Moscou. Era composto por cinco membros abertos e vários anônimos, incluindo alguns psiquiatras que, com grande risco para si mesmos, conduziam seus próprios exames independentes de casos de suposto abuso psiquiátrico.
Os membros da Comissão de Trabalho foram submetidos a vários termos e tipos de punições. Alexander Podrabinek e Irina Grivnina foram condenados a cinco anos de exílio interno, Vyacheslav Bakhmin e Leonard Ternovsky a três anos em um campo de trabalhos forçados, Anatoly Koryagin a oito anos de prisão e campo de trabalho e quatro anos de exílio interno, e o Alexander Voloshanovich foi enviado para exílio voluntário.

## Perseguição
Membros do Grupo Helsinque de Moscou foram ameaçados pela KGB, presos, exilados ou forçados a emigrar. Em 1977, o chefe da KGB, Iúri Andropov, disse: "Assim, surgiu a necessidade de encerrar as ações de Orlov, do colega monitor de Helsinque, Alexander Ginzburg, e de outros de uma vez por todas, com base na lei existente."
As primeiras prisões de membros do Grupo Helsinque de Moscou foram realizadas pelas autoridades soviéticas no início de 1977. Elas ocorreram após uma explosão no metrô de Moscou em 8 de janeiro, depois que a imprensa soviética ligou dissidentes ao ataque. Após o ataque, Andrei Sakharov acusou a KGB de uma tentativa deliberada de desacreditar os dissidentes para facilitar sua perseguição. Os Grupos Helsinque de Moscou e da Ucrânia e a seção russa da Amnesty International emitiram uma declaração conjunta negando qualquer participação no ataque e enfatizando sua adesão ao princípio do protesto não violento.
Durante o ano seguinte, vários membros foram condenados a campos de prisioneiros, encarcerados em instituições psiquiátricas e enviados para o exílio interno na URSS:
- Yuri Orlov – condenado em 18 de maio de 1978 a sete anos em campos de regime estrito, seguidos de cinco anos de exílio interno por "agitação e propaganda anti-soviética" (artigo 70, Código Penal da RSFSR);
- Vladimir Slepak – condenado em 21 de junho de 1978 a cinco anos de exílio interno por "hooliganismo malicioso" (Artigo 206);
- Natan Sharansky – condenado em 14 de julho de 1978 a três anos de prisão e 10 anos em campos de regime estrito por "agitação e propaganda anti-soviética" (artigo 70) e "traição" (artigo 64-a). Em outubro de 1981, ele foi condenado a voltar à prisão por mais três anos;
- Malva Landa – condenada em 26 de março de 1980 a cinco anos de exílio interno por "invenções anti-soviéticas" (Artigo 190-1);
- Viktor Nekipelov – condenado em 13 de junho de 1980 a sete anos em campos de trabalhos forçados e cinco anos de exílio interno por "agitação e propaganda anti-soviética" (artigo 70);
- Leonard Ternovsky (também membro do Grupo de Trabalho Psiquiátrico) – condenado em 30 de dezembro de 1980 a três anos em campos de regime ordinário por "invenções anti-soviéticas" (Artigo 190-1);
- Feliks Serebrov (também membro do Grupo de Trabalho Psiquiátrico) – condenado em 21 de julho de 1981, a quatro anos em campos de regime estrito mais cinco anos de exílio por "agitação e propaganda anti-soviética" (Artigo 70). Anteriormente condenado em 1977 a um ano nos campos;
- Tatiana Osipova – condenada em 2 de abril de 1981 a cinco anos em campos de regime ordinário e cinco anos de exílio interno por "agitação e propaganda anti-soviética" (artigo 70);
- Anatoly Marchenko – condenado em 4 de setembro de 1981 a dez anos em campos de regime especial mais cinco anos de exílio interno por "agitação e propaganda anti-soviética" (Artigo 70);
- Ivan Kovalev – condenado em 2 de abril de 1982, a cinco anos de campos de regime estrito, mais cinco anos de exílio interno por "agitação e propaganda anti-soviética" (artigo 70).

As autoridades soviéticas encorajaram outros ativistas a emigrar. Lyudmila Alexeyeva deixou a União Soviética em fevereiro de 1977. Os membros fundadores do Moscow Helsinki Group emigraram – Mikhail Bernshtam, Alexander Korchak e Vitaly Rubin. Pyotr Grigorenko perdeu a cidadania soviética em novembro de 1977 enquanto procurava tratamento médico no exterior.
No início dos anos 1980, os membros do Grupo Helsinque de Moscou estavam espalhados entre prisões, campos e exílio na URSS, enquanto outros viviam no exterior. No final de 1981, apenas Yelena Bonner, Sofia Kalistratova e Naum Meiman permaneceram livres. A dissolução do Grupo Helsinque de Moscou foi oficialmente anunciada por Yelena Bonner em 8 de setembro de 1982.
De acordo com Sergei Grigoryants, Yelena Bonner anunciou a dissolução do Grupo Helsinque não apenas por causa da ameaça direta de prisão a Sofia Kalistratova, de 75 anos, contra a qual uma ação judicial já havia sido movida, mas também porque o Grupo Helsinque se tornou um canal para a emigração daqueles que desejavam ir para o exterior e, em alguns casos, aparentemente, para a penetração no exterior de agentes da KGB que adotavam a imagem de "dissidentes".

## Rede Helsinque
O Grupo Helsinque de Moscou tornou-se o centro da nova rede de protesto humanitário na URSS. Após a formação do Grupo, grupos Helsinque de vigilância foram formados na Lituânia (novembro de 1976), Ucrânia (novembro de 1976), Geórgia (janeiro de 1977) e Armênia (abril de 1977). Outros grupos de protesto anunciaram sua formação em coletivas de imprensa realizadas pelo Grupo Helsinque de Moscou, como a Comissão de Trabalho para Investigar o Uso da Psiquiatria para Fins Políticos, o Comitê Cristão para a Defesa dos Direitos dos Crentes Religiosos e outras associações.
Em junho de 1976, o apelo do grupo à Millicent Fenwick, deputada estadunidense, a convenceu a liderar a criação da Comissão Helsinque dos Estados Unidos, que incluía senadores, congressistas e representantes do Estado, Defesa, e Departamentos de Comércio.
Em 1978, a Helsinki Watch foi fundada nos Estados Unidos. A ONG privada se tornou a ONG ocidental mais influente dedicada ao monitoramento feito pro grupos Helsinque. Seu mandato era produzir relatórios sobre abusos de direitos humanos na União Soviética, Europa Oriental e Estados Unidos, em primeiro lugar para a próxima reunião da Conferência sobre Segurança e Cooperação na Europa (CSCE), que deveria começar em Madri em 1980. Em 1982, os grupos Helsinque de monitoramento da Áustria, Bélgica, Canadá, França, Holanda, Noruega, Suécia e Estados Unidos formaram a Federação Internacional de Helsinque. Em 1988, a Helsinki Watch evoluiu para Human Rights Watch.

## Renascimento
Em julho de 1989, o Grupo Helsinque de Moscou foi restabelecido pelos ativistas de direitos humanos Vyacheslav Bakhmin, Larisa Bogoraz, Sergei Kovalev, Alexey Smirnov, Lev Timofeev e Boris Zolotukhin. Outros membros proeminentes foram Yuri Orlov, Lyudmila Alexeyeva, Henri Reznik, Lev Ponomarev e Aleksei Simonov.
A presidente do reestabelecido Grupo Helsinque de Moscou foi Larisa Bogoraz, seguida em 1994 por Kronid Lubarsky. Em maio de 1996, Lyudmila Alexeyeva (que voltou da emigração em 1993) tornou-se a presidente, liderando-o até sua morte em 2018. Em novembro de 1998, ela também foi eleita presidente da Federação Internacional de Direitos Humanos de Helsinque.

## Anos 2010 e 2020
Em 2012, o Grupo Helsinque de Moscou (GHM) renunciou ao financiamento e conexões estrangeiras para evitar ser rotulado como agente estrangeiro, em conformidade com a lei russa de agente estrangeiro. Em 2015, o GHM continuou lutando contra ser rotulado como um "agente estrangeiro".
Em 2021, o GHM passou a ser co-presidido por dois participantes do movimento dissidente da era soviética – Vyacheslav Bakhmin (prisioneiro político em 1980–84) e Valery Borshchev (ex-deputado da Duma do partido de oposição Yabloko). Dois de seus principais projetos incluiam: relatórios anuais sobre a situação dos direitos humanos na Rússia; monitoramento das atividades policiais; e programas educacionais. Em setembro de 2021, o GHM emitiu uma declaração denunciando a falta de transparência da votação eletrônica usada nas eleições anteriores para a Duma e instando o conselho eleitoral da Rússia a cancelar os resultados da votação eletrônica.

### Dissolução
Em 20 de dezembro de 2022, o Ministério da Justiça da Rússia entrou com uma ordem judicial buscando a dissolução da organização. O Ministério da Justiça alegou que os próprios estatutos da organização não atendiam aos requisitos da lei e as autoridades alegaram que também a proibiram de defender os direitos humanos fora de Moscou, o que o co-presidente Valery Borshchev considerou "absurdo". Borshchev descreveu a dissolução como "um duro golpe para o movimento de direitos humanos não apenas na Rússia, mas também no mundo". O Grupo Helsinque de Moscou era o mais antigo grupo de direitos humanos da Rússia.

## Críticas
As opiniões divergem quanto à eficácia e ao impacto do revivido Grupo Helsinque de Moscou. No final da década de 1980 e início da década de 1990, ele não estava mais sozinho, mas uma entre uma variedade de novas organizações (Memorial, For Human Rights, Glasnost Defense Foundation) que estavam engajadas na defesa dos direitos humanos e da liberdade de expressão, e realizando missões para pontos-chave em diferentes partes da URSS e, mais tarde, na Rússia (sobretudo na Chechênia). O ativista de direitos humanos Sergei Grigoryants, fundador do periódico Glasnost, foi particularmente contundente. Em vez das tradições heróicas e sacrificiais dos grupos originais de Helsinque, o corpo restabelecido era um clube de elite orientado para a intelectualidade, esquecido por todos. Em 2001, ele o descreveu como "o mais servil e pró-governo" entre as ONGs existentes na Rússia.